# William Anderson (médecin)
Pour les articles homonymes, voir William Anderson et Anderson.
William Anderson (18 décembre 1842 - 27 octobre 1900) est un chirurgien britannique, conseiller étranger au Japon durant l'ère Meiji.

## Biographie
Né à Shoreditch, il est professeur d'anatomie à la Royal Academy de Londres et un important collectionneur et spécialiste de l'art japonais. Il est le premier président de la société japonaise du Royaume-Uni. Entre 1882 et 1900, il fait progressivement don de sa collection d'environ 2 000 livres de gravures japonaises qui se trouvent maintenant au British Library. Il est l'auteur des ouvrages pionniers Descriptive and historical account of a collection of Japanese and Chinese paintings in the British Museum (1886), et Pictorial arts of Japan (1886).
Anderson étudie à la City of London School, à l'école des beaux-arts de Lambeth (où il est récompensé en anatomie artistique) et au St Thomas' Hospital (où il gagne aussi de nombreuses récompenses). Il devient membre du collège royal de chirurgie en 1869. Au St Thomas's Hospital,il est nommé en 1871 chirurgien registraire et démonstrateur d'anatomie. En 1873, il est engagé par le gouvernement japonais pour devenir professeur d'anatomie et de chirurgie à l'école navale impériale et donne des conférences en anglais et en japonais, langue qu'il apprit pour l’occasion. Pendant son séjour, il étudie l'art japonais et commence une collection d’œuvres. Il reçoit en 1895 l'ordre du Soleil levant.
Il retourne au St Thomas's Hospital de Londres en 1880 où il devient doyen des conférences sur l'anatomie. Il est élu professeur d'anatomie à la Royal Academy en 1891.
Il est marié deux fois.

## Publication
- William Anderson - The Pictorial Arts of Japan and Other Writings, 3 vols., edited by Akiko Mabuchi, Tokyo: Edition Synapse  (ISBN 978-4-86166-028-3) www.aplink.co.jp/synapse/4-86166-028-9.html